# 新座市立第六中学校
新座市立第六中学校（にいざしりつ だいろくちゅうがっこう）は、埼玉県新座市堀ノ内三丁目11番1号にある公立中学校。
校樹はけやき、校花はマリーゴールド。校章はけやきの葉を図案化したもの。
キャッチフレーズは「夢」「誇り」「自信」。

## 沿革
- 1980年4月 - 開校
- 1989年10月 - 開校10周年記念式典
- 1999年11月 - 開校20周年記念式典
- 2008年10月 - 大規模改修工事終了（普通棟）
- 2009年10月 - 大規模改修工事終了（特別棟）
- 2009年11月 - 開校30周年記念式典

## 学区
- 道場二丁目
- 石神一丁目から五丁目まで
- 西堀一丁目から三丁目まで
- 新堀一丁目から三丁目まで（自転車通学可）
- 堀ノ内二丁目及び三丁目

## おもな卒業生
- 斎藤学 (作曲家)
- 長島達也（ピアニスト・指揮者）
- 石田　智子（陸上競技元日本代表）
- 黄川田将也（俳優）
- 黄川田賢司（元Jリーガー、サッカー指導者）